# Soy Cuba
Soy Cuba (en ruso: Я — Куба, Ya Kuba) es una película cubano-soviética estrenada en 1964 por el director Mijaíl Kalatózov. La película no fue bien recibida por la censura rusa y el público cubano y cayó en el olvido hasta que fue redescubierta por cineastas estadounidenses en 1984. La acrobática filmación y su idiosincrático escenario llevaron a directores como Martin Scorsese a lanzar una campaña para promover su redifusión.

## Antecedentes
Justo después de la Revolución Cubana de 1959 y la caída de la dictadura de Fulgencio Batista, el gobierno socialista de Fidel Castro, aislado por los Estados Unidos tras romper relaciones diplomáticas en 1961, miró hacia la Unión Soviética en busca de apoyo. En el ámbito audiovisual, el gobierno soviético, interesado en promocionar internacionalmente el sistema comunista, se mostró de acuerdo en financiar y apoyar una película cubana de propaganda.
El rodaje duró más de un año. El director, el experimentado Mijaíl Kalatózov, obtuvo grandes dosis de libertad para llevar a cabo su cometido; igualmente recibió mucha ayuda de ambos gobiernos. Hicieron uso de técnicas fílmicas innovadoras, tales como sumergir una cámara y añadirle lentes herméticas con un periscopio especial. En un momento dado, más de un millar de soldados fueron trasladados a un remoto lugar para filmar una escena, a pesar de que la Crisis de los misiles estaba sucediendo en ese momento. En el guion colaboraron el cineasta cubano Enrique Pineda Barnet y el poeta soviético Yevgueni Yevtushenko. El pintor cubano René Portocarrero elaboró el cartel de la película y participó en su dirección artística. La música fue compuesta por Carlos Fariñas.
A pesar del enorme apoyo dado, la película fue recibida fríamente por el público. En La Habana fue criticada por mostrar el lado más estereotipado de los cubanos, y en Moscú fue considerada naíf y no lo suficientemente revolucionaria. La película no fue capaz de atravesar el Telón de Acero debido a la Guerra Fría. Cuando la Unión Soviética se derrumbó, Soy Cuba era completamente desconocida.
En 1992, el escritor cubano Guillermo Cabrera Infante visionó la película durante el Festival de Cine de Telluride, en el marco de una retrospectiva de las obras de Kalatózov. El Festival Internacional de Cine de San Francisco, la programó en 1993 llevando a tres profesionales del cine que tuvieron la oportunidad de verla a contratar a Milestone Films en Nueva York; esta pequeña distribuidora, que lleva a la pantalla cintas perdidas u olvidadas, visionó una cinta sin subtítulos en VHS, tras lo cual mostró su interés por adquirir los derechos de distribución en Rusia. En 1994, un amigo invitó al afamado director norteamericano Martin Scorsese a un visionado privado. Scorsese se maravilló con la cinta y cuando Milestone lo contactó al año siguiente para solicitar su presencia en la presentación de la película, no lo dudó. Otro admirador de Soy Cuba, el director norteamericano Francis Ford Coppola, también colaboró en la presentación de 1995. Para el décimo aniversario de la reedición, Milestone rehabilitó el metraje de 35mm.

## Trama
La película consiste en cuatro historias cortas sobre el sufrimiento de los habitantes de Cuba durante la dictadura de Batista y sus reacciones, variando del asombro pasivo a la marcha de la guerrilla. Entre las historias, una narradora (representando «la voz de Cuba») dice cosas tales como «Soy Cuba, la Cuba de los casinos, pero también de la gente». 
La primera historia muestra las masas cubanas indigentes puestas en contraste con el esplendor en los casinos para estadounidenses y la prostitución en La Habana. La historia siguiente narra la quema de un campo de caña de azúcar cuando el campesino descubre que va a perder su tierra en favor de la United Fruit Company. La tercera historia describe la represión de estudiantes rebeldes en la Universidad de La Habana (que ofrece uno de los planos más largos de la cámara). La parte final muestra a granjeros que ayudan a los rebeldes en la Sierra Maestra, conduciendo en última instancia a la marcha triunfal en La Habana para proclamar el triunfo de la Revolución.

## Proezas técnicas
Lo que más admira a las audiencias cinéfilas de esta película son las tomas largas. Inicialmente, una toma aérea de una zona rural tropical que muestra un pasaje es abruptamente interrumpida por un salto a lo alto de un hotel donde tiene lugar una toma aérea de un concurso de belleza, acompañado de áspera música pop. La cámara, usando un gran angular, se mueve entre las concursantes, va fuera del edificio, se mueve hacia abajo dos pisos hasta entrar en un club para terminar circulando entre los camareros tras la barra. Entonces gira alrededor de los camareros. Después entra en la piscina y se mueve bajo el agua, donde termina. De hecho, la escena original fue más larga: la cámara fotográfica sale del agua, pero Kalatózov decidió cortar esta escena de la película final. Esta escena fue imitada por el director estadounidense Paul Thomas Anderson en su película Boogie Nights, cuando la cámara avanza alrededor de una piscina, y después se sumerge debajo del agua, y el sonido cambia, como en Soy Cuba.
Hay también una escena notable de cuatro minutos con un plano largo que se retira lentamente de un cañaveral y una casa ardiendo. Esta técnica es empleada más tarde por el director soviético Andréi Tarkovski en El sacrificio (1986). En otra escena, la cámara sigue un ataúd en una calle abarrotada de gente. Después para y se mueve lentamente hacia arriba junto a un edificio mostrando al menos cuatro acciones distintas, hasta llegar a lo alto del edificio, desde donde filma el ataúd. Continua grabando de lado cruzando la calle por lo alto y entrando a través de una ventana en una fábrica de puros, y va derecho hacia una ventana donde los trabajadores de la tabaquera están mirando el ataúd. La cámara finalmente pasa a través de la ventana y parece flotar sobre la calle entre los edificios. Estas tomas fueron logradas montando una línea de técnicos, y pasando la cámara por debajo de la línea, de mano a mano.

## Ideología
Todos los personajes son estereotipos. Aparecen en casi cada escena, en papeles como el del cliente rico de una prostituta, el de marineros borrachos que persiguen a mujeres, o el de agentes de una compañía enorme que compra una plantación de caña de azúcar. Por otra parte, debe tenerse en cuenta que, en el mismo período, en los países capitalistas se retrataba a los soviéticos a menudo como a espías malvados.

## Documental
En 2005, un documental sobre la producción de Soy Cuba fue lanzado con el nombre Soy Cuba: O Mamute Siberiano. Dirigido por el brasileño Vicente Ferraz, el documental analiza el proceso de creación de la película, explica algunas de las hazañas técnicas de la misma e incluye entrevistas con mucha de la gente que trabajó en ella.